# Englische Passagiere
Englische Passagiere (Originaltitel English Passengers) ist ein im Jahr 2000 erschienener historischer Roman, verfasst von Matthew Kneale; dem Autor wurde für diesen Roman der Whitbread Book Award verliehen und er wurde für den Booker Prize vorgeschlagen. Der besondere Charme des Buches besteht in der Vielzahl an unterschiedlichen Figuren, aus deren Sichtweise der Handlungsstrang erzählt wird. Der Roman handelt von drei Engländern, die sich im 19. Jahrhundert als Passagiere eines Schmugglerschiffs von der Insel Man aufmachen, um in Tasmaniens Wildnis den Garten Eden zu entdecken. Parallel dazu wird das Schicksal der tasmanischen Urbevölkerung unter englischer Okkupation aus der Sicht des Ureinwohners Peevay geschildert.

## Historischer Hintergrund des Romans
Die Geschichte spielt im 19. Jahrhundert. Das britische Empire wird von Königin Victoria regiert. Das ständig expandierende britische Reich hat sich auch auf Van Diemen’s Land, eine große Insel vor der Südspitze Australiens ausgedehnt. Die Aussicht, in den Kolonien ihr Glück zu machen, hat eine Art Goldgräberstimmung ausgelöst; Australien lockt eine bunte Mischung aus Kolonialverwaltern, Farmern, Viehzüchtern, Händlern, Missionaren und Glücksrittern an. Doch auch als Ort der Verbannung für gefährliche Strafgefangene bietet sich das Eiland fern der Heimat an.
Tasmanien war allerdings niemals eine unbewohnte Insel. Hier lebten ca. 4000 Aborigines australischen Ursprungs. Nachdem Tasmanien 1804 von den Weißen entdeckt und in Besitz genommen worden war, begann umgehend die „Zivilisierung“ der "Wilden". Sie wurden von ihrem Land vertrieben, gejagt, und durch Gewalt und eingeschleppte Krankheiten dezimiert. Schließlich wurden sie in entlegene Reservate deportiert (Flinders Island). Vor allem die weißen Robbenfänger verschleppten weibliche Aborigines und vergingen sich an ihnen auf brutale und menschenverachtende Art und Weise; das Geschlechterverhältnis bei den übriggebliebenen Ureinwohnern wurde so empfindlich gestört. Eingeschleppte Krankheiten, gegen die die Aborigines keine Resistenzen entwickeln konnten, und Alkoholmissbrauch rafften die Urbevölkerung schließlich schnell dahin.
Einige der in der Erzählung vorkommende Figuren weisen einen Bezug zu historischen Persönlichkeiten auf; darunter Walyer, eine tasmanische Freiheitskämpferin, George Vandiemen, ein junger Aborigine, der von seinem Lehrer John Bradley in Arithmetik unterrichtet wurde, Robert Knox, ein rassistischer Anthropologe, George Augustus Robinson, dessen gescheiterter Rettungsversuch der Aborigines darin bestand, ihnen die europäische Kultur aufzuzwingen und viele mehr.

## Inhalt
Die Geschichte folgt im Wesentlichen dem Schicksal von mehreren Protagonisten: Captain Illiam Quillian Kewley und seiner Schiffscrew von der Insel Man, Reverend Geoffrey Wilson, ein Geistlicher und Hobbyforscher, Doktor Thomas Potter, ein rassistischer Anthropologe, und Peevay, ein Ureinwohner der Insel Tasmanien. Die Geschichte beginnt im Jahr 1857 mit Captain Kewley, der sein Glück mit dem Schmuggel von Alkohol, Tabak und Kunstgegenständen machen will und zu diesem Zweck ein Schiff, die Sincerity, aufkauft und es mit einem raffinierten Versteck für Schmuggelwaren ausstattet. Als Schiffscrew heuert er Freunde und Bekannte von der Insel Man an. Bevor die Crew in Frankreich erstandene ihre Schmuggelware in England verkaufen kann, werden Schiff und Mannschaft vom englischen Zoll aufgehalten und nach London gebracht, weil man sie des Schmuggels verdächtigt. Obwohl der Zoll ihnen schließlich nichts nachweisen kann, weil der Zoll die gut versteckte Schmuggelware nicht findet, sieht sich Captain Kewley gezwungen, Passagiere mit an Bord zu nehmen, um die inzwischen aufgelaufenen Kosten wie die Liegegebühren bezahlen zu können und den verhassten Londoner Hafen endlich zu verlassen.
An Bord gehen drei englische Passagiere, die von der gegenüber Engländern eher feindlich eingestellten Mannschaft aus Man misstrauisch beäugt werden: Reverend Wilson, Doktor Potter und der junge Biologe Renshaw. Diese drei benötigen dringend ein Schiff, denn sie wollen auf eine Forschungsexpedition nach Tasmanien gehen und ihr eigenes Schiff ist für den Krieg in Indien konfisziert worden. Ursprünglich will Captain Kewley die drei Passagiere nur so lange zum Schein befördern, bis sie die Schmuggelfracht erfolgreich mit großem Gewinn verkauft haben, und dann die Passagiere loswerden. Ein Verkauf der Schmuggelware misslingt jedoch und sie sind nun sogar auf der Flucht vor englischen Autoritäten, so dass das Schiff schließlich doch entgegen der ursprünglichen Planung Kurs auf Tasmanien nimmt, in der Hoffnung, dass nach der langen Schiffsreise Gras über ihre Untaten gewachsen sind.
Die drei englischen Passagiere wollen Tasmanien aus verschiedenen Gründen erreichen: Reverend Wilson, ein Hobbygeologe, möchte dort den Garten Eden finden, um seine Kritiker, die sich dem Ungeist des Darwinismus verschrieben haben, mundtot machen zu können. Der Garten Eden soll sich seiner Meinung nach nirgendwo anders befinden als am Ende der Welt, nämlich in der Wildnis Tasmaniens. Bald findet sich auch ein Geldgeber für diese Expedition, der sich Dr. Potter und ein erfolgloser Biologe namens Renshaw anschließen. Der Chirurg und Amateur-Anthropologe, Dr. Potter, begleitet das Team offiziell als Arzt, aber wie sich im Laufe der Geschichte herausstellt, ist seine tatsächliche Motivation, dass er unterwegs Menschenschädel und andere Körperteile als „Artefakte“ sammeln will, um seine Theorie von der Überlegenheit der angelsächsischen „Rasse“ und der Minderwertigkeit der „Rasse“ der Aborigines zu beweisen, die er an unterster Stufe der Hierarchie sieht. Er sieht die Chance gekommen, seine „wissenschaftliche“ Theorie zu beweisen, nach der weiße Herrenmenschen das biologische Recht bzw. sogar die Pflicht haben, niedere Rassen vom Erdboden zu tilgen, und macht sich während der Reise entsprechende Notizen für ein Buch.
Die Geschichte springt nach der Einführung der Schiffscrew und ihrer Passagiere ca. 30 Jahre zurück, um die Geschichte des jungen Peevay zu erzählen, Sohn einer Ureinwohnerin und eines brutalen Walfängers, der sie einst entführt und vergewaltigt hatte. Aus Peevays Sicht wird erzählt, wie die Ureinwohner zunächst immer öfter mit weißen Siedlern in Tasmanien in Konflikt kommen, bis schließlich versucht wird, die Eingeborenen mittels einer Militäraktion (der sogenannten Black Line) in einer kleinen Region in Tasmanien zusammenzutreiben. Peevay und Teile seines Stammes, angeführt von Peevays Mutter, gelingt es zunächst zu entkommen, aber sie geben schließlich, durch Krankheit und Hunger geschwächt, ihre Flucht auf und lassen sich überzeugen, sich nach Flinders Island transportieren zu lassen. Dort entdecken sie, dass die Insel entgegen der ihnen gegebenen Versprechungen ihnen nur ein kärgliches, elendes Leben bietet, und die Zahl der Aborigines sinkt durch Infektionskrankheiten und Unterernährung rasch. Als schließlich nur noch eine kleine Zahl von ihnen übrig ist, wird ihnen erlaubt, wieder auf das Festland Tasmaniens zurückzukehren.
Die Reise verläuft erwartungsgemäß turbulent mit vielen Spannungen und Konflikten zwischen den unterschiedlichen Charakteren an Bord. In Tasmanien angekommen gelingt es Captain Kewley endlich, einen Käufer für seine Fracht zu finden. Seine englischen Passagiere verlassen das Schiff und unternehmen eine strapaziöse Expedition ins Landesinnere auf der Suche nach dem Garten Eden. Als Führer wählen sie ausgerechnet den inzwischen erwachsenen Peevay, der den Auftrag nur annimmt, weil er Dr. Potter als den Dieb der Leiche seiner verstorbenen Mutter entlarven will. Die Expedition endet schließlich katastrophal, weil Reverend Wilson als Expeditionsleiter darauf besteht, einen steilen Berg zu besteigen in der Hoffnung, dass sich dahinter der Garten Eden befindet. Als sich das Wetter verschlechtert und das Gelände als zu schwierig für ein gefahrloses Weiterkommen entpuppt, entspannt sich ein Konflikt zwischen Wilson und dem Rest der Expedition, angeführt von Dr. Potter, der, wie sich herausstellt, von Anfang an nicht an die Theorie vom Garten Eden geglaubt hat. Bei dem gewaltsamen Konflikt stürzen die Maultiere mit einem großen Teil des Gepäcks den Hang hinab, ebenso der Biologe Renshaw, der eigentlich nur vermitteln wollte. Wilson zieht allein weiter, während der Rest der Gruppe versucht, einen Rückweg zu finden. Peevay verlässt die Gruppe und startet einen Rachefeldzug gegen die Weißen (mit der Ausnahme von Renshaw und Wilson, die er als gute Menschen verschont), denn er weiß, dass Dr. Potter die sterblichen Überreste seiner Mutter gestohlen, zerteilt und als „Artefakte“ in seinem Gepäck hat.
Wilson und der Rest der Expedition irren eine Weile orientierungslos umher und tun sich schließlich auf der Suche nach einem Rückweg zusammen. Sie landen schließlich, durch Peevays Attacken in der Anzahl schon dezimiert, in einer verborgenen Bucht, wo ausgerechnet die Sincerity mit Captain Kewley sie am Ufer entdeckt und wieder an Bord nimmt. Kewley bereut seine gute Tat jedoch recht schnell, denn Dr. Potter reißt die Führung des Schiffes an sich und lässt Wilson und Kewley in Ketten legen. Die Mannschaft versucht, dagegen zu meutern, aber erst kurz vor der Küste Englands gelingt es ihnen schließlich, Dr. Potter und seine Gehilfen während eines Sturms zu überwältigen, wobei der Doktor getötet wird. Die Sincerity ist durch das Missmanagement Dr. Potters während der Reise in so schlechtem Zustand, dass sie schließlich am Ufer Englands herantreibt und dort zerschellt. Captain Kewley und seiner Mannschaft gelingt es jedoch, sich zu retten und dabei einen Koffer von Dr. Potter mitzunehmen.
Die Geschichte endet zwiespältig: Renshaw findet mit Peevays Hilfe einen Weg zurück aus der Wildnis und bleibt bei einer Bauernfamilie in Tasmanien, das für ihn zu einer neuen Heimat geworden ist. Wilson ist schon während der Expedition in Tasmanien dem Wahnsinn verfallen und verbringt den Rest seines Lebens in einem englischen Dorf, an dem er als Schiffbrüchiger angespült wurde, als „Dorfheiliger“. Die Mannschaft der Sincerity heuert sehr schnell für andere Schiffe an aus Angst, dass sie für den Tod Dr. Potters zur Rechenschaft gezogen werden. Kewley versteckt sich zunächst, kommt aber schließlich wieder heraus, um festzustellen, dass niemand sie des Mordes verdächtigt. Reste von Dr. Potters Sammlung werden im Auftrag des Sponsors der Expedition, Mr. Childs, und der Versicherung schließlich geborgen und in London ausgestellt. Der Schädel von Dr. Potter wird zusammen anderen Resten seiner Sammlung aus dem Wrack der Sincerity geborgen und als „Eingeborenenschädel“ zusammen mit dem Rest seiner Sammlung in einer Ausstellung in London ausgestellt. Peevay zieht weiter in die Region, wo er seinen Vater vermutet, den er aus Rache töten will, und findet dort heraus, dass sein Vater bereits tot ist. Er schließt sich einer Gruppe an, die die Nachkommen von Walfängern oder entflohenen Sträflingen und entführten Aborigine-Frauen sind, und hat damit einen neuen Stamm gefunden.

## Form
Der Roman wird abwechselnd aus der Sichtweise der beteiligten Personen geschildert, zunächst von Captain Kewley, dann von weiteren Personen wie Reverend Wilson sowie dem jungen tasmanischen Ureinwohner Peevay und seinem Vater, einem Walfänger und späteren Strafgefangenen auf Tasmanien. Der Roman springt zunächst zwischen verschiedenen Zeitebenen hin- und her: Die Geschichte von Kewley und Wilson beginnt 1857, die von Peevay und seinem Vater 1820. Die verschiedenen Handlungsstränge (Kewley und seine Crew, Reverend Wilson und sein Expeditionsteam sowie Peevay und sein Stamm) vereinigen sich nach und nach: Zuerst nehmen Kewley und seine Crew Wilson und sein Team an Bord, schließlich treffen die englischen Passagiere in Tasmanien auf den inzwischen erwachsenen Peevay und die wenigen Überlebenden der Aborigines von Flint Island. Neben den erwähnten Protagonisten lässt Kneale noch mehr als ein Dutzend Nebenfiguren auftreten (koloniale Würdenträger, Siedlerfrauen, Ureinwohnerinnen, Strafgefangene etc.), deren Schilderungen das Bild der Welt um 1850 komplettieren.
Der Roman ist eine bittere Satire auf die rücksichtslosen und brutalen Expansionsbestrebungen der europäischen Großmächte. Die Selbstdarstellung der Okkupatoren als uneingeschränkte Weltbeherrscher und „Herrenrasse“, die ungeachtet der Rechte der Ureinwohner alles Land und alle Ressourcen beanspruchen, ist an Größenwahn nicht zu überbieten. Trotzdem versteht es Kneale auf geschickte Art und Weise die Bitterkeit über die Vorkommnisse nicht überwiegen zu lassen, sondern verpackt die Gräuel an der Urbevölkerung, die schließlich in Völkermord gipfeln, in seiner satirisch-komischen Darstellung der selbst ernannten „Herrenrasse“. Die Sincerity (schon dieser Name – „Aufrichtigkeit“ – ist schiere Ironie) wird zum Narrenschiff. Das Entsetzen über den Terror und die Tragik der Geschehnisse wird durch die satirische Überspitzung jedoch nicht gemildert. Vielmehr wird der Schock durch die krassen Kontraste verstärkt. Auch menschliche Züge werden in dem Roman nicht ausgeklammert. So sind Peevay und seine Mutter, die sich aufgrund der tragischen Umstände, unter denen die Schwangerschaft zustande kam, völlig entfremdet sind, zumindest für kurze Zeit in ihrem Hass auf den weißen Abschaum („white scut“) geeint. Die Freude über die Anerkennung seiner Mutter schlägt durch deren plötzlichen Tod allerdings sofort wieder in Traurigkeit, Wut und Hass um. Kneale macht deutlich, dass in dieser Zeit das Fundament für eine Rassenideologie gegründet wurde, in deren Namen auch in den darauf folgenden Jahrhunderten immer noch geplündert, unterdrückt und gemordet wird.

## Rezeption
Dem Autor wurde für diesen Roman der Whitbread Book Award verliehen; der Roman war außerdem in der engeren Auswahl für den Booker Prize.
Adam Hochschild von der New York Times lobt die Charakterzeichnungen im Roman, speziell die von Captain Kewley, während die vom Aborigine Peevay als schwierig umzusetzen und etwas bemüht bewertet wird. Obwohl Captain Kewley im Gegensatz zu vielen anderen Personen im Roman kein historisches Vorbild hat, ist seine Charakterzeichnung lebendiger als die der anderen. Hochschild bemerkt auch, dass sich die zwei Handlungsstränge (die Schiffsreise einerseits und die Erlebnisse der Ureinwohner Tasmaniens andererseits) eher wie zwei Romane in einem anfühlen, wobei der eine Handlungsstrang eher unvorhersehbar und komisch ist, während der andere tragisch verläuft. Der gelungene Charakter des Captain Kewley macht den Roman aber schon allein lesenswert.
Steven Poole von The Guardian nennt den Roman eine wunderbar zusammengestellte Komposition aus 21 Stimmen: Erzählungen, Briefe und Memoiren in der ersten Person sowie ein Zeitungsbericht. Poole bemerkt, dass nicht alle Figuren volle, runde Charaktere sind, aber Kewley, Potter, Wilson und Peevay sind „erinnerungswürdige Schöpfungen“. Poole lobt das Action-geladene Finale der Geschichte und zieht Vergleiche zu Dracula, nur dass Kneale einen noch eindeutigeren moralischen Standpunkt gegenüber dem Kolonialismus und Rassismus einnimmt. Auch sprachlich hält Poole den Roman für sehr gelungen und eines Literaturpreises würdig.
Der Roman wurde in verschiedene Sprachen übersetzt; es gibt eine Hörbuchversion mit Simon Callow als Erzähler.

### Textausgaben
- Matthew Kneale: English Passengers. Hamish Hamilton, London 2000, ISBN 0-241-14068-4. (Originalausgabe)
- Matthew Kneale: Englische Passagiere. Übersetzt aus dem Englischen von Sabine Hübner. Deutsche Verlags-Anstalt, Stuttgart/München 2000, ISBN 3-421-05274-3. (deutsche Übersetzung)

### Hörbuch
- Matthew Kneale: English Passengers. Gesprochen von Simon Callow. HarperCollins UK Audio, London 2005, ISBN 9780007218387.

### Sekundärliteratur
- Adam Hochschild: The Floating Swap Meet (Rezension). In: The New York Times,  28. Mai 2000, abgerufen am 19. Mai 2020.
- Caroline Lusin: Encountering darkness, intertextuality and polyphony in J.M. Coetzee's Dusklands (1974) and Matthew Kneale's English passengers (2000). In: Sarah Säckel (Hrsg.): Semiotic Encounters. Rodopi, Amsterdam 2009, ISBN 978-90-420-2714-5, S. 69–85.
- Steven Poole: All hands on deck. (Rezension) In: The Guardian, 4. März 2000, abgerufen am 19. Mai 2020.